# Onthophagus lutosopictus
Onthophagus lutosopictus är en skalbaggsart som beskrevs av Leon Fairmaire 1897. Onthophagus lutosopictus ingår i släktet Onthophagus och familjen bladhorningar. Inga underarter finns listade i Catalogue of Life.